# Teodor Černý
Teodor Černý (né le 18 janvier 1957 à Kadaň) est un coureur cycliste tchécoslovaque. Il a notamment été champion du monde de poursuite par équipes amateur en 1986, avec Pavel Soukop, Aleš Trčka et Svatopluk Buchta. En 1980, il a obtenu la médaille de bronze de cette discipline aux Jeux olympiques de Moscou. N'ayant pu prendre part aux Jeux de 1984, boycottés par la Tchécoslovaquie, il a obtenu a médaille de bronze de la poursuite par équipes des Jeux de l'Amitié.

## Palmarès

### Jeux olympiques
- Moscou 1980
  -  Médaillé de bronze de la poursuite par équipes

### Jeux de l'Amitié
- 1984
  -  Médaillé de bronze de la poursuite par équipes

### Championnats du monde
- 1986
  -  Champion du monde de poursuite par équipes amateur (avec Pavel Soukup, Aleš Trčka et Svatopluk Buchta)

## Récompenses
- Cycliste tchécoslovaque de l'année : 1986